# Jarl Magnus Riiber
Jarl Magnus Riiber (Oslo, 15 de octubre de 1997) es un deportista noruego que compitió en esquí en la modalidad de combinada nórdica.
Participó en dos Juegos Olímpicos de Invierno, obteniendo una medalla de plata en Pyeongchang 2018, en la prueba por equipo (junto con Jan Schmid, Espen Andersen y Jørgen Graabak), y el octavo lugar en Pekín 2022, en trampolín normal + 10 km.
Ganó quince medallas en el Campeonato Mundial de Esquí Nórdico entre los años 2019 y 2025.

## Palmarés internacional
| Juegos Olímpicos   | Juegos Olímpicos            | Juegos Olímpicos  | Juegos Olímpicos                      |
| Año                | Lugar                       | Medalla           | Prueba                                |
| ------------------ | --------------------------- | ----------------- | ------------------------------------- |
| 2018               | Pyeongchang (Corea del Sur) | Medalla de plata  | TG + 4 × 5 km por equipo              |
| Campeonato Mundial |                             |                   |                                       |
| Año                | Lugar                       | Medalla           | Prueba                                |
| 2019               | Seefeld (Austria)           | Medalla de oro    | TN + 10 km individual                 |
| 2019               | Seefeld (Austria)           | Medalla de oro    | TN + 4 × 5 km por equipo              |
| 2019               | Seefeld (Austria)           | Medalla de plata  | TG + 2 × 7,5 km por equipo            |
| 2021               | Oberstdorf (Alemania)       | Medalla de oro    | TN + 10 km individual                 |
| 2021               | Oberstdorf (Alemania)       | Medalla de oro    | TN + 4 × 5 km por equipo              |
| 2021               | Oberstdorf (Alemania)       | Medalla de plata  | TG + 10 km individual                 |
| 2021               | Oberstdorf (Alemania)       | Medalla de plata  | TG + 2 × 7,5 km por equipo            |
| 2023               | Planica (Eslovenia)         | Medalla de oro    | TN + 10 km individual                 |
| 2023               | Planica (Eslovenia)         | Medalla de oro    | TG + 10 km individual                 |
| 2023               | Planica (Eslovenia)         | Medalla de oro    | TG + 4 × 5 km por equipo              |
| 2023               | Planica (Eslovenia)         | Medalla de oro    | TN + 2 × 2,5 km/2 × 5 km equipo mixto |
| 2025               | Trondheim (Noruega)         | Medalla de oro    | TN + 7,5 km individual                |
| 2025               | Trondheim (Noruega)         | Medalla de oro    | TG + 10 km individual                 |
| 2025               | Trondheim (Noruega)         | Medalla de oro    | TN + 2 × 2,5 km/2 × 5 km equipo mixto |
| 2025               | Trondheim (Noruega)         | Medalla de bronce | TG + 4 × 5 km por equipo              |